# Theo Custers
Theo Custers (ur. 10 sierpnia 1950 w Genk) – belgijski piłkarz grający na pozycji bramkarza.

## Kariera klubowa
Karierę piłkarską Custers rozpoczął w klubie Waterschei Thor Genk. W sezonie 1971/1972 zadebiutował w pierwszej lidze belgijskiej i zaczął występować w pierwszym składzie zespołu. W 1975 roku przeszedł do Royalu Antwerp, gdzie początkowo pełnił rolę rezerwowego bramkarza dla Jeana-Marie Trappeniersa. Od 1977 roku był pierwszy golkiperem w Royalu i grał w nim do końca 1980 roku.
Na początku 1981 roku Custers przeszedł do holenderskiego Helmond Sport. Po pół roku gry trafił do Hiszpanii, do Espanyolu Barcelona. 20 września 1981 roku zadebiutował w Primera División w przegranym 0:2 wyjazdowym meczu z Hérculesem Alicante. W sezonie 1981/1982 był pierwszym bramkarzem Espanyolu, jednak w kolejnym był rezerwowym dla Thomasa N’Kono.
W 1983 roku Custers wrócił do Belgii i został piłkarzem KV Mechelen. Bronił w nim w latach 1983–1986. Następnie odszedł do KSV Bornem, a w 1988 roku zakończył karierę.
| Sezon   | Klub               | Kraj      | Rozgrywki        | Mecze | Bramki |
| ------- | ------------------ | --------- | ---------------- | ----- | ------ |
| 1971/72 | Waterschei Thor    | Belgia    | Division I       | 18    | 0      |
| 1972/73 | Waterschei Thor    | Belgia    | Division I       | 28    | 0      |
| 1973/74 | Waterschei Thor    | Belgia    | Division I       | 29    | 0      |
| 1974/75 | Waterschei Thor    | Belgia    | Division I       | 28    | 0      |
| 1975/76 | Royal Antwerp FC   | Belgia    | Division I       | 7     | 0      |
| 1976/77 | Royal Antwerp FC   | Belgia    | Division I       | 17    | 0      |
| 1977/78 | Royal Antwerp FC   | Belgia    | Division I       | 32    | 0      |
| 1978/79 | Royal Antwerp FC   | Belgia    | Division I       | 30    | 0      |
| 1979/80 | Royal Antwerp FC   | Belgia    | Division I       | 34    | 0      |
| 1980/81 | Royal Antwerp FC   | Belgia    | Division I       | 10    | 0      |
| 1980/81 | Helmond Sport      | Holandia  | Eredivisie       | 19    | 0      |
| 1981/82 | Espanyol Barcelona | Hiszpania | Primera División | 34    | 0      |
| 1982/83 | Espanyol Barcelona | Hiszpania | Primera División | 0     | 0      |
| 1983/84 | KV Mechelen        | Belgia    | Division I       | 29    | 0      |
| 1984/85 | KV Mechelen        | Belgia    | Division I       | 34    | 0      |
| 1985/86 | KV Mechelen        | Belgia    | Division I       | 33    | 0      |
| 1986/87 | KSV Bornem         | Belgia    | Division II      | ?     | ?      |
| 1987/88 | KSV Bornem         | Belgia    | Division II      | ?     | ?      |

## Kariera reprezentacyjna
W reprezentacji Belgii Custers zadebiutował 17 października 1979 roku w wygranym 2:0 spotkaniu eliminacji do Euro 80 z Portugalią. W 1980 roku został powołany do kadry Belgii na ten turniej, na którym był rezerwowym dla Jeana-Marie Pfaffa. Na Euro 80 wywalczył wicemistrzostwo Europy. W 1982 roku był w kadrze Belgii na mistrzostwa świata w Hiszpanii, ale rozegrał tam tylko jeden mecz, przegrany 0:3 z Polską. Od 1979 do 1982 roku rozegrał w kadrze narodowej 10 meczów.